# Europäischer Gerichtshof
Der Gerichtshof (im medialen Sprachgebrauch uneinheitlich, aber häufig Europäischer Gerichtshof genannt und mit EuGH abgekürzt, wobei diese Bezeichnung und Abkürzung im offiziellen Sprachgebrauch der EU nicht üblich sind und im Vertrag von Lissabon nicht verwendet werden) mit Sitz in Luxemburg ist das oberste rechtsprechende Organ der Europäischen Union (EU). Nach Art. 19 Abs. 1 Satz 2 EUV sichert er „die Wahrung des Rechts bei der Auslegung und Anwendung der Verträge“. Zusammen mit dem Gericht bildet er den Gerichtshof der Europäischen Union, der im politischen System der Europäischen Union die Rolle der Judikative einnimmt. 

## Geschichte
Der EuGH wurde im Jahr 1952 durch den Vertrag zur Gründung der Europäischen Gemeinschaft für Kohle und Stahl (EGKS) gegründet und nahm im Jahr 1953 seine Arbeit auf. Er war zunächst nur für Streitigkeiten innerhalb des EGKS-Vertrages zuständig. Nach Gründung der Europäischen Wirtschaftsgemeinschaft (EWG) und der Europäischen Atomgemeinschaft (EAG oder EURATOM) durch die Römischen Verträge 1957 war der EuGH als gemeinsames Organ der Gemeinschaften für sämtliche Streitigkeiten aufgrund der drei Verträge zuständig. Im Jahr 1989 wurde zur Entlastung des EuGH das Gericht Erster Instanz, GEI (mit dem Vertrag von Lissabon 2008 wurde dieses Gericht in Gericht der Europäischen Union, EuG, umbenannt) geschaffen. Zwischen Anfang November 2004 und dem 1. September 2016 bestand darüber hinaus das Gericht für den öffentlichen Dienst als Fachgericht, das vom Europäischen Gericht die Zuständigkeit für Rechtsstreitigkeiten zwischen der Europäischen Union (bzw. ursprünglich der Europäischen Gemeinschaften) und ihren Beamten oder sonstigen Bediensteten bis zu seiner Auflösung übernahm. Seit dem Vertrag von Lissabon 2009 trat die Europäische Union an Stelle der Europäischen Gemeinschaft; der EGKS-Vertrag war bereits 2002 ausgelaufen. Damit ist der EuGH seit dem 1. Dezember 2009 eine gemeinsame Einrichtung der Europäischen Union und der Europäischen Atomgemeinschaft und zur Auslegung des Rechts dieser beiden Organisationen zuständig.
Mit der Irin Fidelma Macken hatte ab 1999 zum ersten Mal eine Frau das Richteramt inne. Erste deutsche Richterin wurde im Jahr 2000 Ninon Colneric.

## Zuständigkeit und Verfahren

### Verfahrensordnung
Die Organisation des Gerichtshofs, die Zuständigkeiten und das gerichtliche Verfahren ist in der eigenen Verfahrensordnung geregelt und wurde im Amtsblatt der Europäischen Union veröffentlicht.
Die VerfO ist gegliedert in:
- Eingangsbestimmungen
- Erster Titel – Organisation des Gerichtshofs
- Zweiter Titel – Allgemeine Verfahrensbestimmungen
- Dritter Titel – Vorlagen zur Vorabentscheidung
- Vierter Titel – Klageverfahren
- Fünfter Titel – Rechtsmittel gegen Entscheidungen des Gerichts
- Sechster Titel – Überprüfung von Entscheidungen des Gerichts
- Siebter Titel – Gutachten
- Achter Titel – Besondere Verfahrensarten
- Schlussbestimmungen

### Aufgaben und Zuständigkeit

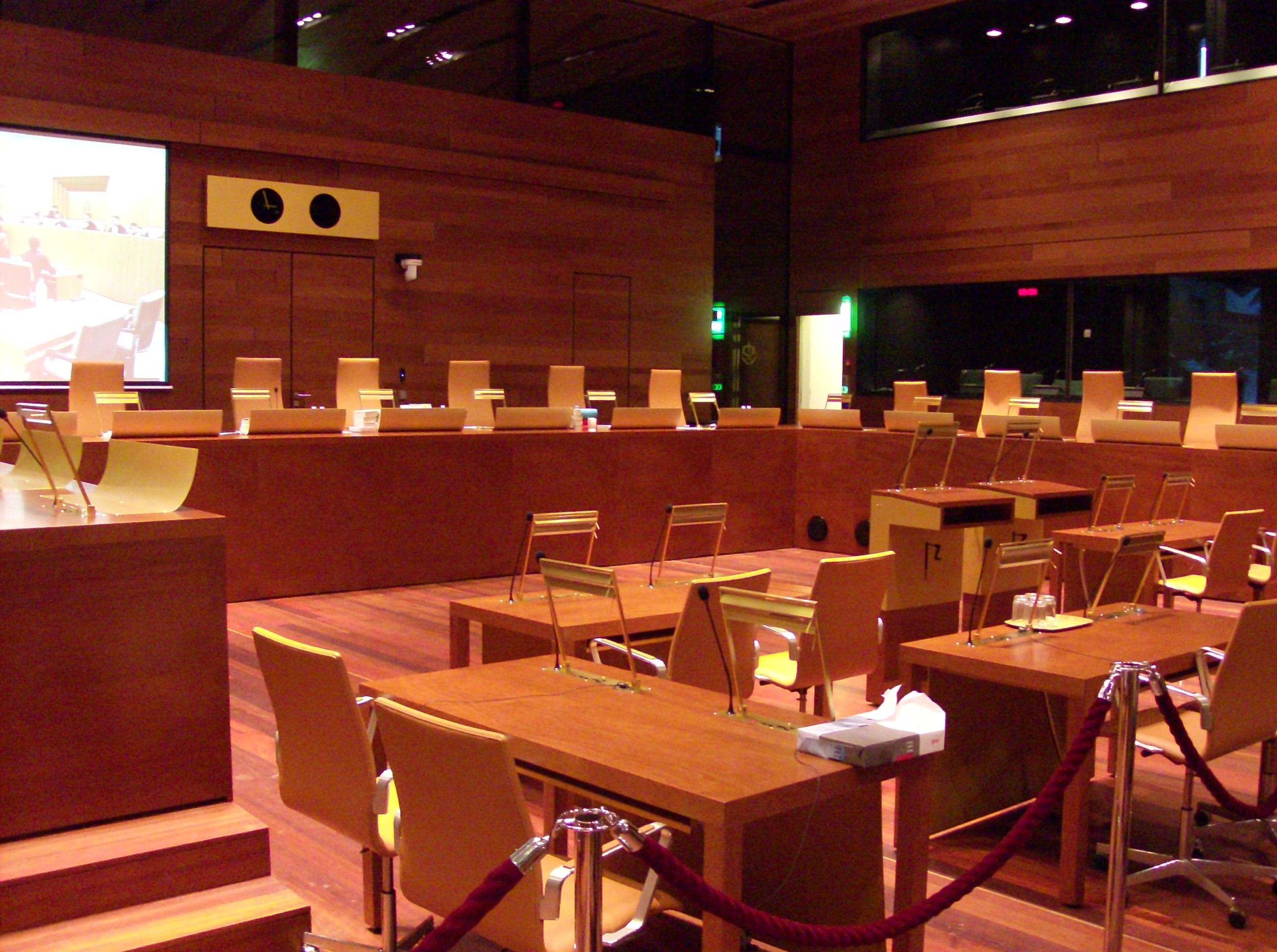
Sitzungssaal des EuGH

Die Aufgaben sind in Art. 19 EU-Vertrag, den Art. 251 bis 281 AEU-Vertrag sowie der Satzung des Gerichtshofes der Europäischen Union festgeschrieben. Dazu zählt insbesondere, die einheitliche Auslegung des Rechts der Europäischen Union sowie der Europäischen Atomgemeinschaft zu gewährleisten. Beim EuGH selbst sind direkte Klagen nur in bestimmten Fällen möglich. Die Zuständigkeit ist abhängig vom Rechtsmittel und der jeweiligen Instanz des Gerichts. Das Europäische Gericht ist – von wenigen Ausnahmen abgesehen – auch für Klagen der Mitgliedstaaten gegen die Europäische Kommission im dritten Rechtszug zuständig.

### Verfahren
Für Klagen der Europäischen Kommission (v. a. Vertragsverletzungsverfahren), anderer Organe der Europäischen Union oder der Mitgliedstaaten, die nicht gegen die Kommission gerichtet sind, sowie für die Entscheidungen im Vorabentscheidungsverfahren ist der EuGH allein zuständig. Für die Nichtigkeitsklage (Art. 263 und Art. 264 AEU-Vertrag) und die Schadensersatzklage (Art. 268 AEU-Vertrag) ist der EuGH in zweiter Instanz zuständig; das Europäische Gericht entscheidet in erster Instanz.
- Vertragsverletzungsverfahren (Art. 258 AEU-Vertrag): Die Europäische Kommission kann einen Mitgliedstaat − nach einem Vorverfahren − vor dem EuGH verklagen. Der EuGH prüft dann, ob ein Mitgliedstaat seinen sich aus dem Vertrag über die Arbeitsweise der Europäischen Union ergebenden Verpflichtungen nicht nachgekommen ist. Dem EuGH wird eine Klageschrift zugestellt, die teilweise im Amtsblatt der Europäischen Union veröffentlicht und dem Beklagten zugestellt wird. Je nach Fall kommt es zu einer Beweisaufnahme und einer mündlichen Verhandlung. Im Anschluss daran gibt der Generalanwalt seine Schlussanträge ab. Darin macht er einen Urteilsvorschlag, an den der EuGH jedoch nicht gebunden ist. Gemäß Art. 259 AEU-Vertrag kann auch ein Mitgliedstaat gegen einen anderen vor dem EuGH (nach einem Vorverfahren durch Einschaltung der Kommission, Art. 259 Abs. 2 bis 4 AEU-Vertrag) vorgehen.
- Vorabentscheidungsverfahren (Art. 267 AEU-Vertrag): Die nationalen Gerichte können bzw. müssen, soweit es sich um die letzte Instanz (zum Beispiel Bundesfinanzhof, Bundesgerichtshof) handelt, dem EuGH Fragen hinsichtlich der Auslegung des Rechts der Europäischen Union vorlegen. Außerdem können sie überprüfen lassen, ob ein europäischer Gesetzgebungsakt gültig ist. Dies soll in besonderem Maße die einheitliche Anwendung des Rechts der Europäischen Union durch die nationalen Gerichte, die für dessen Durchsetzung zu sorgen haben, sicherstellen. Das nationale Gericht muss in seiner Verhandlung auf die Auslegung bzw. Gültigkeit des Rechts der Europäischen Union angewiesen sein (sie muss entscheidungserheblich sein und die Auslegung darf nicht bereits geklärt sein), um eine Frage vorlegen zu dürfen. Es unterbricht dabei sein Verfahren bis zur Antwort des EuGH. Die vorgelegte Frage wird zunächst in alle Amtssprachen übersetzt und im Amtsblatt bekanntgegeben. Dies gibt den beteiligten Parteien, sämtlichen Mitgliedstaaten und den Organen der Europäischen Union die Möglichkeit, Stellungnahmen abzugeben. Wiederum folgen i. d. R. eine mündliche Verhandlung sowie Schlussanträge des Generalanwalts, bevor es zu einem Urteilsspruch kommt. Das vorlegende Gericht (und andere Gerichte in ähnlichen Fällen) ist an das Urteil des EuGH gebunden.

### Sprachliche Aspekte
Verfahrenssprache kann jede Amtssprache der Europäischen Union sein. Die Auswahl fällt der Klage erhebenden Partei zu, beim Vorabentscheidungsverfahren ist es die Sprache im Mitgliedsland des anfragenden Gerichts, bei Klagen gegen einen Mitgliedstaat wird dessen Amtssprache (ggf. auch mehrere) Verfahrenssprache. Diese Regelung soll sicherstellen, dass jeder Angehörige der Europäischen Union in seiner Sprache Rechtshandlungen vornehmen kann. Alle Verfahrensdokumente werden in die Verfahrenssprache sowie ins Französische – interne Arbeitssprache des EuGH – übersetzt, Vorabentscheidungsersuchen und die Urteile des EuGH, dann, wenn sie zur Veröffentlichung bestimmt sind, in alle Amtssprachen. Äußerungen des Generalanwalts, der sich in seiner eigenen Sprache äußern kann, werden in die Verfahrenssprache(n) und alle Amtssprachen übersetzt.
EuGH und das Europäische Gericht unterhalten eine gemeinsame Generaldirektion Multilingualismus. Die Übersetzer beim EuGH verfügen alle über eine abgeschlossene juristische Ausbildung und werden auch als „Sprachjuristen“ (juristes-linguistes oder Lawyer-Linguists) bezeichnet.
Mündliche Verhandlungen beim EuGH werden von Konferenzdolmetschern simultan übersetzt, wobei den Parteien geraten wird, wenn sie einem schriftlich ausgefertigten Text folgen wollen, ihn vorab per E-Mail der Direktion zu übermitteln. So kann er von den Dolmetschern in die Vorbereitungsarbeit einbezogen werden. Der EuGH unterhält einen Dolmetscherdienst mit ca. 70 beamteten Dolmetschern und zieht bei Bedarf freiberuflich tätige Dolmetscher hinzu.

### Auslegungsmethoden
Bei der Auslegung von Rechtsnormen des Rechts der Europäischen Union durch den EuGH ergeben sich einige Besonderheiten gegenüber den gewöhnlichen juristischen Auslegungsmethoden, die sich bereits bei der Auslegung des Unionsrechts gebildet haben.
Die erste Besonderheit liegt darin, dass die Rechtsquellen des Rechts der Europäischen Union keine einheitliche, verbindliche sprachliche Fassung kennen, sondern derzeit in 24 verschiedenen Sprachen verbindlich sind, was sich aus Art. 55 EU-Vertrag ergibt. Bei abweichendem Sinn verschiedener Sprachfassungen stößt die reine Wortlautauslegung daher an ihre Grenzen, und die zusätzliche Verwendung rechtsvergleichender, systematischer oder teleologischer Argumente wird notwendig.
Des Weiteren ergeben sich Auslegungsprobleme aus der sprachlichen Ungenauigkeit des Primärrechts – sie ist Folge schwieriger politischer Willensbildungsprozesse, an denen eine Vielzahl von Organen bzw. Personen beteiligt ist. So beschränken sich viele Normen auf allgemeine Formulierungen, um den Organen der Europäischen Union einen Entscheidungsspielraum zu gewähren und eine dynamische Interpretation zu ermöglichen. Auch sind die in den Verträgen verwendeten Begriffe autonom, d. h. mit unionsrechtlichen Bedeutungen, zu verstehen und können nicht dem Sprachgebrauch einzelner Mitgliedstaaten entnommen werden. Der EuGH bedient sich hier bei der Suche nach systematischer Geschlossenheit oft der sogenannten „wertenden Rechtsvergleichung“, wobei er in den nationalen Regelungen nach der besten Lösung sucht.
Weitere Besonderheiten zeigen sich bei der Auslegung der Verträge nach Sinn und Zweck. So handelt es sich etwa bei dem Effektivitätsgrundsatz („effet utile“) um eine besondere Form der Auslegung nach Sinn und Zweck, nämlich die nach den Vertragszielen. Demnach sollen die einzelnen Bestimmungen der Verträge so ausgelegt werden, dass sie die größtmögliche Wirksamkeit entfalten. Insbesondere die Berufung auf den „effet utile“ benutzt der EuGH häufig, um Normen des Primärrechts teilweise erheblich über den Wortlaut hinaus auszudehnen und der Gemeinschaft Kompetenzen und Befugnisse zukommen zu lassen, die ursprünglich so nicht vorgesehen waren.

## Entscheidungen

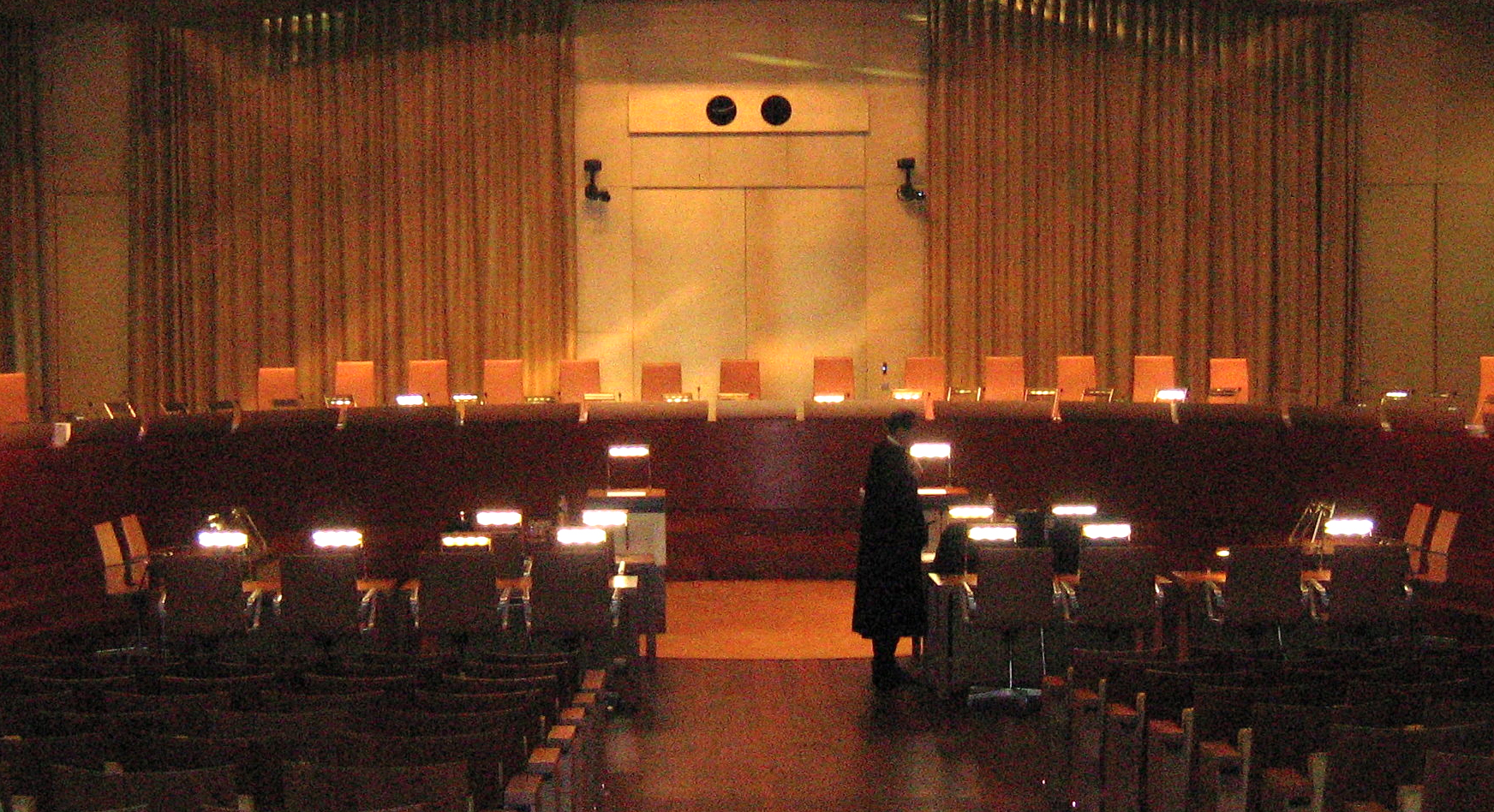
EuGH: Großer Saal mit 13 Richtern

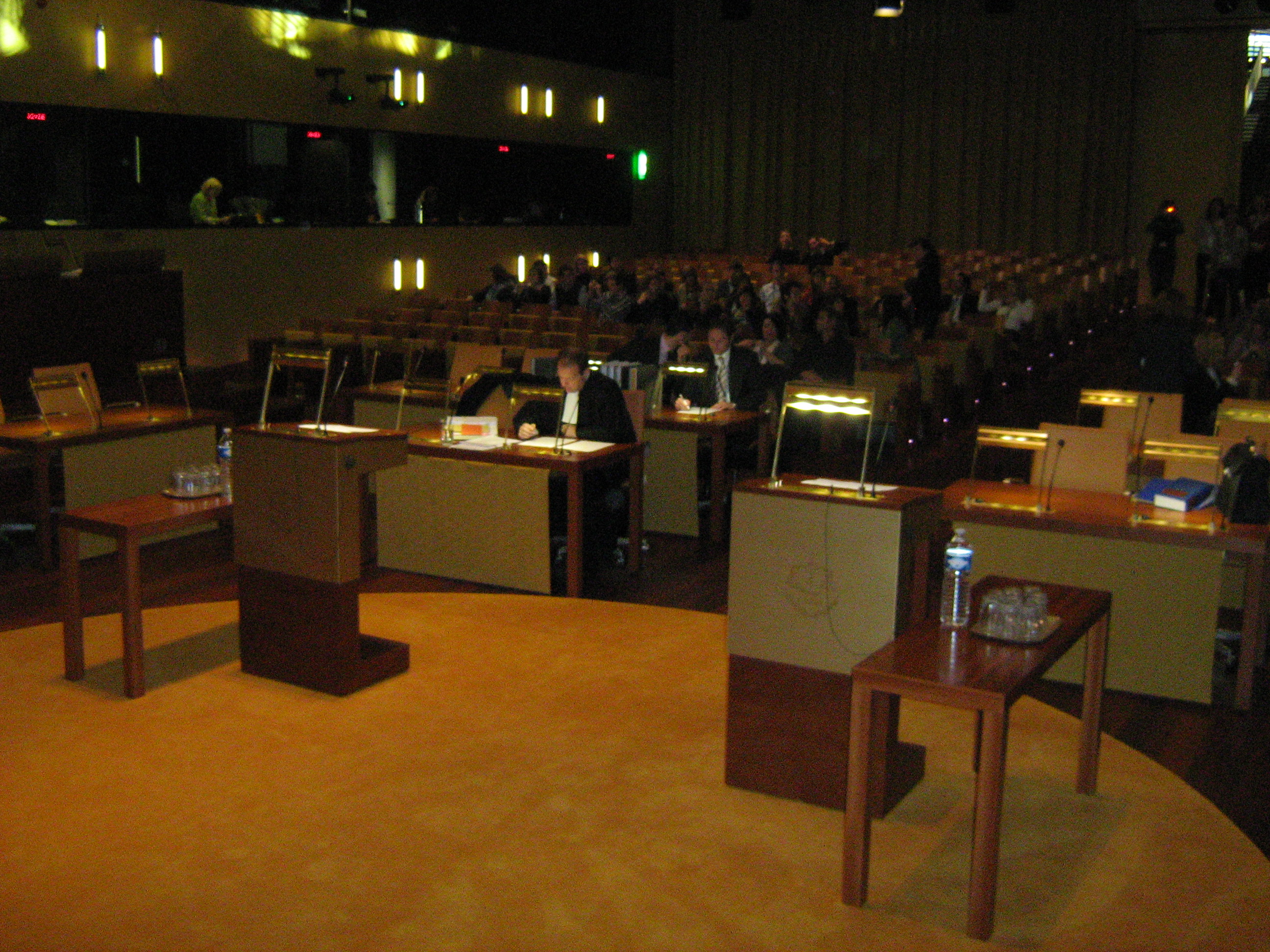
EuGH mit großem Saal

Urteile des EuGH, soweit sie im Wege eines Vorabentscheidungsersuchens nach Art. 267 AEU-Vertrag (oder einer Vorgängerbestimmung, wie Art. 234 EG-Vertrag) ergangen sind, dienen zunächst dazu, dem vorlegenden nationalen Gericht die Entscheidung im Ausgangssachverhalt zu ermöglichen. Grundsätzlich bindet die EuGH-Entscheidung durch die Auslegung des Rechts der Europäischen Union nur das anfragende Gericht, dessen Urteil wiederum theoretisch nur für den entschiedenen Einzelfall gilt.
Die faktische Wirkung eines EuGH-Urteils ist jedoch ungleich größer, sie geht weit über den einzelnen Sachverhalt, der zur Vorlage geführt hat, hinaus. Da der EuGH für alle Mitgliedstaaten verbindlich das Recht der Europäischen Union auslegt, gilt die Norm des Rechts der Europäischen Union, so wie sie durch die im Urteil verkündete Auslegung zu verstehen ist, für alle Mitgliedstaaten und − in der Regel − ex tunc, d. h. rückwirkend. Anders formuliert: Der EuGH stellt fest, wie eine Vorschrift des Rechts der Europäischen Union immer schon und von allen hätte verstanden werden müssen.
Eine unbegrenzte Rückwirkung der Urteile wird jedoch gegebenenfalls durch die nationalen Verfahrensrechte verhindert, insoweit als sie regeln, dass ein bestandskräftiger Verwaltungsakt oder ein rechtskräftiges gerichtliches Urteil ohne gesonderte Vorschrift nicht mehr geändert werden kann.
Von 1953 bis Ende 2016 hat der EuGH in etwa 20.000 Rechtssachen Urteile oder Beschlüsse erlassen. Derzeit werden jährlich jeweils etwa 700 Verfahren anhängig gemacht und abgeschlossen.

### Eigenständige Rechtsordnung der Europäischen Union
Eine der wichtigsten Entscheidungen des EuGH ist das Urteil in der Sache „Van Gend & Loos“ von 1963. In dieser Entscheidung begründete der EuGH die Doktrin, dass es sich beim europäischen Unionsrecht um eine selbstständige Rechtsordnung sui generis handele, die von dem Recht der Mitgliedstaaten losgelöst sei. Dies bedeutete eine Abkehr von der bis dahin vorherrschenden Auffassung, es handle sich beim Recht der europäischen Union um gewöhnliches Völkerrecht. Die Entscheidung hat große Bedeutung und sorgte in der Fachwelt für Aufsehen, da der EuGH damit auch begründete, dass Subjekte des Europarechts nicht nur die Mitgliedstaaten, sondern auch die einzelnen Bürger seien. Diese können sich unmittelbar auf Rechte berufen, die ihnen durch EU-Gesetzgebung zukommen. Damit wurde die Doktrin der Direktwirkung im EU-Recht verankert.
Aus der in Van Gend & Loos begründeten Doktrin von der Eigenständigkeit des Europarechts entwickelte der EuGH 1964 in der Entscheidung „Costa/ENEL“ die weitere Doktrin vom Vorrang des Europarechts gegenüber dem Recht der Mitgliedstaaten, einschließlich dessen Verfassungsrechts. In der Entscheidung „Simmenthal II“ hat der EuGH 1978 dazu entschieden, dass jedes nationales Gericht befugt ist, unionswidriges nationales Recht für unanwendbar zu erklären (auch wenn gemäss der nationalen Rechtsordnung nicht alle Gerichte dies machen dürfen). In diesen und den darauf folgenden Entscheidungen betonte der EuGH immer wieder, dass sich die Mitgliedstaaten freiwillig einer Union mit eigenständiger Rechtsordnung unterworfen haben. Dass es sich hierbei um eine Rechtsordnung und nicht bloß um ein politisches Zweckbündnis handelt, zeigt sich vor allem in solchen Entscheidungen des EuGH immer wieder.

### Klagearten
Zu der Klagebefugnis bei der Nichtigkeitsklage gemäss Art. 263 AEU-Vertrag hat der EuGH mehrere wichtige Entscheidungen gefällt, insbesondere zu den Fallgruppen der nichtprivilegierten Klagenden (d. h. solche Kläger, die weder Organ noch Mitgliedsstaat der Europäischen Union sind). Grundlegend war die Entscheidung „Plaumann“ aus dem Jahr 1963, in der der EuGH seine strikte „Plaumann-Formel“ zur Klagebefugnis von natürlichen oder juristischen Personen, die nicht Adressaten einer Handlung sind, entwickelte. Diese Rechtsprechung bestätigte der Gerichtshof verschiedentlich, unter anderem in den Entscheidungen „Codorníu“ (1994, Bejahung der Klagebefugnis) und „Armando Carvalho“ (2021, Ablehnung der Klagebefugnis).
Zu dem Vorabentscheidungsverfahren gemäss Art. 267 AEU-Vertrag entwickelte der EuGH in der Entscheidung „C.I.L.F.I.T.“ 1982 seine „acte claire“-Doktrin (beziehungsweise „acte éclairé“) entwickelt, in der er zwei Ausnahmen von der Vorlagepflicht letztinstanzlicher nationaler Gerichte begründet: Zum einen besteht die Vorlagepflicht nicht, wenn eine gefestigte Rechtsprechung des EuGH zu der Rechtsfrage schon vorliegt (acte claire). Zum anderen sind die Gerichte nicht zur Vorlage verpflichtet, wenn die richtige Auslegung des Unionsrechts offenkundig ist (acte éclairé). Gemäss der Entscheidung „Foto-Frost“ (1987) müssen nichtletztinstanzliche Gerichte Fragen der Gültigkeit eines Rechtsaktes der Union dem Gerichtshof vorlegen.

### Binnenmarktrecht
1974 entschied der EuGH im Urteil „Dassonville“, dass jegliche Handelsregelung eines Mitgliedstaates, die „geeignet ist, den innergemeinschaftlichen Handel unmittelbar oder mittelbar, tatsächlich oder potentiell zu behindern“, als Maßnahme gleicher Wirkung im Sinne von Art. 34 und Art. 35 AEU-Vertrag zu verstehen und somit verboten ist, wenn sie nicht gerechtfertigt werden kann. Diese „Dassonville-Formel“ weitete den Begriff der Maßnahme gleicher Wirkung stark aus, weshalb in folgenden Jahren der EuGH durch weitere Rechtsprechung wieder Ausnahmen zu diesem Grundsatz begründete (Keck-Rechtsprechung). 
Im Fall „Cassis-de-Dijon“ (1979) untersagte der EuGH Deutschland, Anforderungen an ein Produkt zu stellen, die es in seinem Herkunftsland nicht erfüllen muss (eine konsequente Weiterführung des Dassonville-Rechtsprechung, diesmal bezogen auf eine Maßnahme, die unterschiedslos für inländische und ausländische Produkte gilt). Dazu entschied er aber, dass Maßnahmen gleicher Wirkung, die nicht durch die Gründen von Art. 36 AEU-Vertrag gerechtfertigt werden können, trotzdem erlaubt sind, wenn sie notwendig sind, um „zwingende Erfordernisse des Allgemeinwohls“ zu gewährleisten (und die Verhältnismäßigkeit eingehalten wird). Die Entscheidung führt zum Prinzip der „wechselseitigen Anerkennung“ der nationalstaatlichen Produktstandards, die durch sogenannte allgemein gültige Mindeststandards oder Schutzklauseln beschränkt sind, zum Beispiel Verbraucher- und Umweltschutz. 

### Steuerrecht

#### Entscheidungskompetenz des Europäischen Gerichtshofs
Die nationalen Steuervorschriften innerhalb der Europäischen Union sind vor allem im Bereich der direkten Steuern noch kaum harmonisiert (anders die indirekten Steuern, die über die Mehrwertsteuerrichtlinien stark vereinheitlicht wurden). Die Europäische Union hat in diesem Bereich nur dann die Befugnis, Rechtsvorschriften zu harmonisieren, wenn dies im Hinblick auf das Funktionieren des Europäischen Binnenmarktes erforderlich ist (Art. 113 AEU-Vertrag). Überdies ist eine Einstimmigkeit im Rat erforderlich. Daher ist es im Bereich der direkten Steuern nur in wenigen Bereichen zu einer Harmonisierung gekommen, beispielsweise im Rahmen der Mutter-Tochter-Richtlinie und der Fusionsrichtlinie.
Nach ständiger Rechtsprechung des EuGH müssen die Mitgliedstaaten allerdings bei Ausübung der ihnen verbleibenden Kompetenz die Schranken, die ihnen das Recht der Europäischen Union auferlegt, beachten. Das heißt, dass, obwohl die Ausgestaltung des nationalen Steuerrechts Teil der Souveränität der Nationalstaaten ist und bleibt, das Ergebnis der Kompetenzausübung, also die nationalen Steuergesetze, nicht gegen Recht der Europäischen Union, insbesondere nicht gegen die Grundfreiheiten verstoßen dürfen.

#### Wichtige steuerrechtliche Entscheidungen
- Manninen-Entscheidung: Nach der Manninen-Entscheidung des EuGH ist die Beschränkung eines Körperschaftsteuer-Anrechnungsverfahren auf die Anrechnung nur inländischer Körperschaftsteuer unionsrechtswidrig. Auch ausländische Körperschaftsteuer muss angerechnet werden. Dieses Urteil (zusammen mit dem Urteil Fokus Bank ASA des EFTA-Gerichtshofs) ist das endgültige Ende für Körperschaftsteueranrechnungssysteme in Europa.
- Lasteyrie du Saillant-Entscheidung: Die Besteuerung in Frankreich von stillen Reserven beim Wohnsitzwechsel von natürlichen Personen ins Ausland (nicht dagegen beim inländischen Wohnsitzwechsel) wurde für unionsrechtswidrig angesehen (s. auch Wegzugsbesteuerung). In Deutschland, wo eine ähnliche Vorschrift existierte, wurde das Recht durch § 6 Außensteuergesetz (AStG) angepasst.
- Gerritse-Entscheidung: Nach dem Urteil Gerritse ist es unzulässig, dass beschränkt Steuerpflichtige ihre Werbungskosten nicht abziehen dürfen, wenn es unbeschränkt Steuerpflichtige dürfen.
- Lankhorst-Hohorst-Entscheidung: Hier wurden die deutschen Regeln zur Gesellschafter-Fremdfinanzierung für unionsrechtswidrig erklärt.
- Eurowings-Entscheidung: Die hälftige Hinzurechnung von Leasinggebühren, die an Ausländer gezahlt werden, bei der Gewerbesteuer wurde für unionsrechtswidrig befunden.
- Marks-&-Spencer-Entscheidung: Einer gebietsansässigen Muttergesellschaft darf die Verrechnung von Gewinnen mit den Verlusten ausländischer Tochtergesellschaften dann nicht untersagt werden, wenn sie gegenüber den Steuerbehörden nachweist, dass die Nutzung dieser Verluste im Sitzland der Tochter unmöglich ist, weil sie dort bereits alle Verlustberücksichtigungsmöglichkeiten ausgeschöpft hat (Rn. 55 f.).
- Cadbury-Schweppes-Entscheidung: Eine Hinzurechnungsbesteuerung der Gewinne von Tochtergesellschaften im niedrig besteuernden Ausland ist nur zur Abwehr rein künstlicher Gestaltungen zulässig. Der ansässigen Gesellschaft ist die Gelegenheit zu geben, Beweise für die tatsächliche Ansiedlung der beherrschten ausländischen Gesellschaft und deren tatsächliche wirtschaftliche Betätigung vorzulegen.

### Grundrechte
Bis zum Inkrafttreten der Charta der Grundrechte der Europäischen Union im Jahr 2009 enthielt das Unionsrecht keine geschriebenen Grundrechte. Dementsprechend lehnte der EuGH eine Grundrechtskontrolle von Maßnahmen der damaligen Gemeinschaft anfangs ab. Im Urteil Stauder / Stadt Ulm erklärte er jedoch, dass die allgemeinen Grundsätze der Gemeinschaftsrechtsordnung Grundrechte enthielten, deren Wahrung er zu sichern habe. Diese Rechtsprechungsänderung wird von der Rechtswissenschaft vor allem mit der Reaktion nationaler Verfassungsgerichte auf mangelnden Grundrechtsschutz durch den EuGH erklärt. So drohte das Bundesverfassungsgericht im sogenannten „Solange I“-Beschluss mit einer Prüfung gemeinschaftsrechtlicher Maßnahmen an den Grundrechten des Grundgesetzes, solange es auf dieser Ebene keinen adäquaten Grundrechtskatalog gebe. Dies stellte aber eine Gefahr für den vom Gerichtshof entwickelten Grundsatz des Vorrangs des Gemeinschaftsrechts vor (jeglichem) nationalen Recht und für die einheitliche Anwendung des Rechts der Gemeinschaft dar.
In den folgenden Entscheidungen Internationale Handelsgesellschaft mbH / Einfuhr- und Vorratsstelle für Getreide und Futtermittel und Nold KG / Kommission baute der EuGH seine Grundrechtsprechung aus, wobei er insbesondere die EMRK und die gemeinsamen Verfassungsüberlieferungen der Mitgliedstaaten als Rechtserkenntnisquellen der Gemeinschaftsgrundrechte heranzog. So entwickelte er im Laufe der Jahre eine umfangreiche Grundrechtsprechung. Diese wurde allerdings teilweise als wenig effektiv und dogmatisch unzureichend kritisiert.
Auf Basis der Charta der Grundrechte sind seit ihrem Inkrafttreten im Jahr 2009 bereits zahlreiche Entscheidungen im Grundrechtsbereich ergangen. So erklärte der EuGH beispielsweise die Richtlinie zur Vorratsdatenspeicherung wegen Verstoßes gegen die EU-Grundrechte für nichtig. Der Anteil der Entscheidungen, in denen der Gerichtshof die Charta zitiert, stieg von 6,4 % im Jahr 2010 auf 17,7 % im Jahr 2017. Die Rechtswissenschaft beurteilt die dogmatische Qualität der Grundrechtsprüfung heute überwiegend als deutlich gestiegen.

### Weitere wichtige Entscheidungen des Europäischen Gerichtshofs
- Francovich-Entscheidung: Dem einzelnen Bürger steht bei einer Verletzung des Unionsrechts durch einen Mitgliedstaat ein Anspruch auf Ersatz zu, wenn dem Einzelnen durch den staatlichen Verstoß ein Schaden entstanden ist.
- 1993: Keck-Entscheidung (Legitimationen der Einschränkung der Marktfreiheit)
- IATA und ELFAA: Der Wortlaut von Art. 251 EG-Vertrag (vgl. Art. 294 AEU-Vertrag) schränkt somit die Maßnahmen des Vermittlungsausschusses, die eine Einigung über einen gemeinsamen Entwurf (zwischen Rat und Europäischem Parlament) ermöglichen sollen, inhaltlich nicht ein. (C-344/04)
- Kreil-Entscheidung: Das Gerichtsurteil des Europäischen Gerichtshofes vom 22. Januar 2000 öffnete Frauen die Bundeswehr in allen Bereichen.
- Im Rüffert-Urteil 2008 bei der Auslegung der Richtlinie 96/71/EG über die Entsendung von Arbeitnehmern verbot der EuGH die zwingende Anwendung von Tariflöhnen oberhalb von allgemein verbindlichen Mindestlöhnen im Rahmen von staatlichen Tariftreuegesetzen.
- Im Luxemburg-Urteil 2008 verbot der EuGH Luxemburg unter anderem die Anwendung einer automatischen Inflationsanpassungsklausel bei den Löhnen entsandter Beschäftigter.

Der EuGH selbst nennt daneben unter anderem die Urteile Kraus und Bosman zur Freizügigkeit, die Urteile Kohll und Decker zur Dienstleistungsfreiheit und die Urteile Defrenne und Johnston zur Gleichbehandlung.

### Kritik
Hauptkritikpunkt an der Entscheidungspraxis des EuGH ist in Teilen der Rechts- und Politikwissenschaft, dass er europäisches Unionsrecht unzulässig auf nationale Rechtsfelder ausdehne und damit seine Kompetenzen überschreite. Unter anderem wird der Vorwurf erhoben, dass der Europäische Gerichtshof politisch als „Agent der Zentralisierung“ urteile.
Der ehemalige Vizepräsident des Bundesverfassungsgerichts Ferdinand Kirchhof wirft dem EuGH vor, „einseitige Entscheidungen ohne Rücksicht auf gewachsene nationale Rechtsinstitute“ zu fällen und damit in Bereiche einzugreifen, die die Mitgliedstaaten bewusst von europäischen Regeln freigehalten hätten. So würde vom Gerichtshof „die Subsidiarität, Verhältnismäßigkeit und die Vorschriften zur Rücksichtnahme in den europäischen Verträgen außer Acht“ gelassen. Er schlägt daher für Deutschland vor, dass die Zustimmung des Bundesverfassungsgerichts für die Gerichte zur Anrufung des EuGH erforderlich sein solle.
Das Bundesverfassungsgericht selbst kritisierte in seinem Urteil zum EZB-Anleihekaufprogramm vom 5. Mai 2020 das hierzu im Vorabentscheidungsverfahren ergangene Urteil des EuGH als „schlechterdings nicht mehr nachvollziehbar“ und „objektiv willkürlich“.

## Mitglieder

### Ernennung

#### Verfahren
Der EuGH besteht aus einem Richter je Mitgliedstaat. Die Richter müssen unabhängig sein und die in ihrem Land für eine Tätigkeit am höchsten Gericht erforderliche Qualifikation aufweisen oder von „anerkannt hervorragender Befähigung“ sein. Die Richter werden durch einen einstimmigen Beschluss der Regierungen der Mitgliedstaaten nach Anhörung des gemäß Art. 255 AEU-Vertrag gebildeten Expertenausschusses für eine sechsjährige Amtszeit ernannt, was de facto einem einstimmigen Beschluss des Rates der Europäischen Union entspricht. Dabei wird alle drei Jahre die Hälfte der Richter neu ernannt. Eine Wiederernennung ist möglich (Art. 253 AEU-Vertrag).

#### Kritik
Die im Vergleich zu anderen Gerichten eher kurze Amtszeit von 6 Jahren (Supreme-Court der Vereinigten Staaten: Lebenszeit, Bundesverfassungsgericht: 12 Jahre) und die Möglichkeit zur mehrfachen Wiederwahl (die de facto zu einer Verlängerung der Amtszeit führt) werden hinsichtlich möglicher Gefahren für die Unabhängigkeit des Gerichts kritisiert. Befürchtet wird hier eine Einflussnahme der Mitgliedstaaten, welche jeweils einen Richter an den EuGH entsenden. Anders als zur Wahl des Bundesverfassungsgerichts, zu der nach den §§ 6 und 7 BVerfGG eine Wahl mit Zweidrittelmehrheit von Bundestag und Bundesrat erforderlich ist, werden Richter am EuGH lediglich durch Einvernehmen der Regierungen benannt. Das Europäische Parlament ist nicht an der Wahl beteiligt. Während dies lange einem bloßen Durchwinken der Vorschläge der Nationalstaaten entsprach, reagierte die Union mit der Einrichtung des o. g. Ausschusses nach Art. 255 AEUV. Hier wird immerhin eines der sieben Mitglieder durch das Europäische Parlament benannt (Art. 255 Abs. 2). Eine grundlegende Reform ist aber nicht in Aussicht, auch wenn diese immer wieder gefordert wird.

### Präsident des Europäischen Gerichtshofs
Der Präsident des EuGH wird auf drei Jahre gewählt, und zwar indem die Richter für einen aus ihrer Mitte abstimmen. Er kann uneingeschränkt wiedergewählt werden.
Der Präsident leitet die Verwaltung des EuGH und die sonstigen richterlichen Aufgaben und führt den Vorsitz bei Anhörungen und Beratungen in den Kammern. Er teilt die Fälle den zehn Kammern für jegliche vorbereitende Aufgaben zu und wählt außerdem einen Richter der Kammer aus, der in dem jeweiligen Verfahren als Berichterstatter fungiert. Des Weiteren legt er die Daten und den Zeitplan für die Sitzungen der „Großen Kammer“ und des gesamten Gerichtes fest. Der Präsident nimmt auch persönlich Stellung, wenn es um Anfragen für einstweilige Verfügungen u. ä. geht.
|    | Name                                                           | Beginn der Amtszeit | Ende der Amtszeit | Nationalität           |
| -- | -------------------------------------------------------------- | ------------------- | ----------------- | ---------------------- |
| 01 | Massimo Pilotti (1879–1962)                                    | 1952                | 6. Oktober 1958   | Italien                |
| 02 | André Donner (1918–1992)                                       | 7. Oktober 1958     | 7. Oktober 1964   | Niederlande            |
| 03 | Charles Léon Hammes (1898–1967)                                | 8. Oktober 1964     | 9. Oktober 1967   | Luxemburg              |
| 04 | Robert Lecourt (1908–2004)                                     | 10. Oktober 1967    | 25. Oktober 1976  | Frankreich             |
| 05 | Hans Kutscher (1911–1993)                                      | 7. Oktober 1976     | 31. Oktober 1980  | Deutschland            |
| 06 | Josse J. Mertens de Wilmars (1912–2002)                        | 31. Oktober 1980    | 10. April 1984    | Belgien                |
| 07 | Alexander Mackenzie Stuart, Baron Mackenzie-Stuart (1924–2000) | 10. April 1984      | 6. Oktober 1988   | Vereinigtes Königreich |
| 08 | Ole Due (1931–2005)                                            | 7. Oktober 1988     | 6. Oktober 1994   | Dänemark               |
| 09 | Gil Carlos Rodríguez Iglesias (1946–2019)                      | 7. Oktober 1994     | 6. Oktober 2003   | Spanien                |
| 10 | Vassilios Skouris (* 1948)                                     | 7. Oktober 2003     | 7. Oktober 2015   | Griechenland           |
| 11 | Koen Lenaerts (* 1954)                                         | 8. Oktober 2015     | amtierend         | Belgien                |

### Generalanwälte
Eine Besonderheit des EuGH ist die Institution des Generalanwalts (Art. 252 AEU-Vertrag). Die Generalanwälte haben die Aufgabe, nach der mündlichen Verhandlung einen Vorschlag für ein Urteil zu unterbreiten („Schlussanträge“). Dazu fassen sie insbesondere die bisherige Rechtsprechung des EuGH in ähnlichen Fällen zusammen und nutzen diese, um ihre Vorstellungen hinsichtlich der Beurteilung des vorliegenden Falls zu begründen. Der Generalanwalt ist dabei nicht Vertreter einer der beiden Parteien, sondern soll seinen Vorschlag unabhängig und neutral entwickeln. Der EuGH ist an diese Vorschläge nicht gebunden, in der Praxis folgt er jedoch in etwa dreiviertel aller Fälle den Vorschlägen des Generalanwalts. Da die Entscheidungen des EuGH selbst in den rechtlichen Ausführungen meist äußerst knapp gehalten sind, geben oft erst die erheblich analytischeren Ausführungen in den Schlussanträgen Aufschluss über die Erwägungen, die der Spruchpraxis des EuGH zugrunde liegen.

## Verwaltung

### Personal
Der Gerichtshof hat über 2 300 Mitarbeiter, aus allen Mitgliedstaaten. Sie arbeiten in den Kabinetten der Richter und Generalanwälte, im Sprachendienst oder in der Verwaltung. Sie haben unterschiedliche Ausbildungsprofile, um Tätigkeiten ausüben zu können, die mehr (Rechts- und Sprachsachverständiger) oder weniger (Jurist, Informatiker, Assistent, Verwaltungsfachkraft …) speziell auf den Gerichtshof zugeschnitten sind. Da sie in einem multikulturellen und mehrsprachigen Umfeld arbeiten, sprechen sie jeweils mehrere der 24 Amtssprachen. Als Spezialisten für ihr Aufgabengebiet stehen sie im Dienst des Unionsrechts und der europäischen Einigung.